# Бутусов, Сергей Михайлович
Сергей Михайлович Бутусов (1911, дер. Берёзовка, Волынская губерния, Российская империя — 1991) — советский государственный деятель, министр жилищно-коммунального хозяйства РСФСР (1961—1983).

## Биография
Член ВКП(б) с 1941 г.
В 1935—1937 гг. проходил обучение в Симферопольском строительном техникуме, в 1937—1941 гг. — в Московском инженерно-строительном институте имени В.В. Куйбышева.
- 1941—1947 гг. — прораб, начальник строительного участка, начальник Управления специальных работ треста № 18 Министерства авиационной промышленности СССР,
- 1947—1949 гг. — первый заместитель председателя исполнительного комитета Тимирязевского районного Совета,
- 1949—1951 гг. — председатель исполнительного комитета Тимирязевского районного Совета города Москвы[1][2][3],
- 1950—1956 гг. — заместитель председателя исполнительного комитета Московского городского Совета,
- 1956—1960 гг. — секретарь Московского городского комитета КПСС,
- 1960—1962 гг. — первый заместитель председателя исполнительного комитета Московского городского Совета,
- 1961—1983 гг. — министр жилищно-коммунального хозяйства РСФСР.

С 1983 г. на пенсии.
Избирался депутатом Верховного Совета РСФСР 5-10-го созывов.
Похоронен на Новодевичьем кладбище.

## Награды и звания
Награжден орденами Ленина, Октябрьской Революции, двумя орденами Трудового Красного Знамени и орденом «Знак Почёта»